# Liste des cavités naturelles les plus longues de la Guadeloupe

La liste des cavités naturelles les plus longues de la Guadeloupe recense sous la forme d'un tableau, les cavités souterraines naturelles connues, dont le développement est supérieur ou égal à cinquante mètres.
La communauté spéléologique considère qu'une cavité souterraine naturelle n'existe vraiment qu'à partir du moment où elle est « inventée » c'est-à-dire découverte (ou redécouverte), inventoriée, topographiée et publiée. Bien sûr, la réalité physique d'une cavité naturelle est la plupart du temps bien antérieure à sa découverte par l'homme ; cependant tant qu'elle n'est pas explorée, mesurée et révélée, la cavité naturelle n'appartient pas au domaine de la connaissance partagée.
La liste spéléométrique des plus longues cavités naturelles de la Guadeloupe (≥ 50 m) est  actualisée début 2010.
La plus longue cavité répertoriée en Guadeloupe est le Grand trou à Diable (cf. ligne 1 du tableau ci-dessous).

## Guadeloupe (France)

### Cavités de développement supérieur ou égal à50m
4 cavités sont recensées au 01-01-2010.
| Réf. | Cavités (autres noms)                           | Communes                    | Massifs ou zones géographiques | Coordonnées (WGS 84)         | Développement (en mètres) | Dénivelée (en mètres) | Sources ou références | Mises à jour |
| ---- | ----------------------------------------------- | --------------------------- | ------------------------------ | ---------------------------- | ------------------------- | --------------------- | --------------------- | ------------ |
| 1    | Grand Trou à Diable                             | Saint-Louis                 | Marie-Galante                  | 15° 56′ 55″ N, 61° 14′ 51″ O | +000488, m                | +0085, m              | Joël Rodet            | 2010-01      |
| 2    | Grotte de Courcelles                            | Saint-François              | Grande-Terre                   | 16° 14′ 28″ N, 61° 19′ 06″ O | +000352, m                | NC m                  | Joël Rodet            | 2010-01      |
| 3    | Grotte Caraïbes de la pointe de la Grande Vigie | Anse-Bertrand               | Grande-Terre                   |                              | +000150, m                | NC m                  | Joël Rodet            | 2010-01      |
| 4    | Voûte aux Quinquins                             | Capesterre-de-Marie-Galante | Marie-Galante                  |                              | +0 00050, m               | NC m                  | Joël Rodet            | 2010-01      |